# Электронно-колебательная спектроскопия
Электронно-колебательная спектроскопия (сокр., ЭКС) иначе электронно-колебательная спектроскопия молекул (англ. electron-vibrational spectroscopy сокр., EVS; VS) — разновидность метода электронной спектроскопии высокого разрешения, позволяющая по электронному спектру определять колебательные частоты основного и возбуждённых (как правило, низших) электронных состояний, зависящие от строения исследуемого вещества.

## Описание

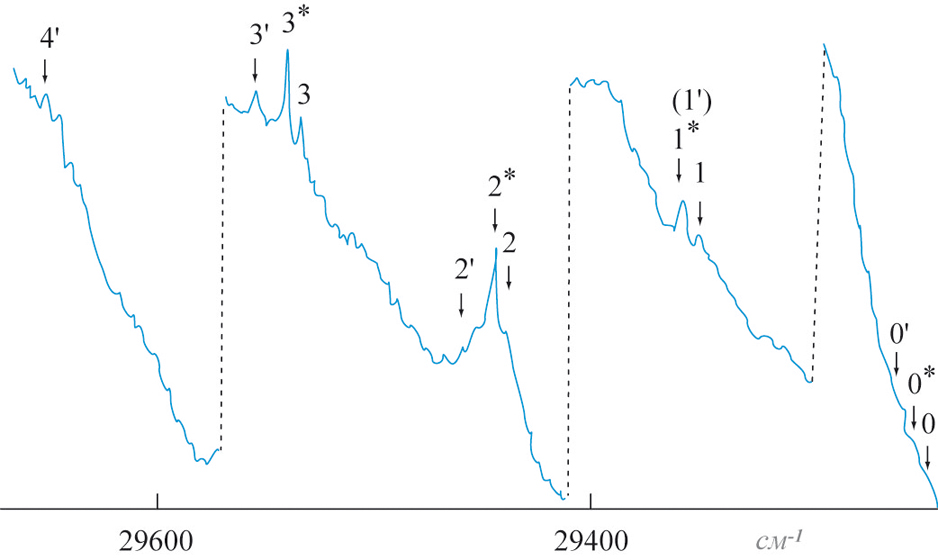
Фрагмент S1 ← S0 электронно-колебательного спектра пропаналя-d1 в области длин волн 341,8 нм с видимым «началом» («0–0» переходом) 29246 см^{–1}. В спектре видны две серии электронно-колебательных полос, по которым, опираясь на данные ab initio расчетов, удается оценить такие параметры структуры молекулы в возбужденном электронном состоянии, как угол поворота этильного фрагмента относительно остова для нескольких устойчивых конформеров, а также равновесный угол выхода связи C–H из плоскости C–C–O.

Электронно-колебательная спектроскопия чаще всего применяется для исследования строения молекул веществ в газовой и жидкой фазах с низким давлением насыщенных паров, реже — в твёрдой фазе.
Для регистрации электронно-колебательных спектров в равной степени возможно использование как эффекта поглощения света при его пропускании через вещество, так и явления флуоресценции при резонансном или нерезонансном возбуждении электронных (точнее — электронно-колебательных) энергетических уровней. Спектры поглощения и флуоресценции являются комплементарными, т. е. дополняющими друг друга.
Спектры поглощения обычно получают путем помещения одно- или многоходовой кюветы с исследуемым веществом на пути излучения источника света (например, ртутной или галогеновой лампы), обладающего непрерывным спектром в УФ/видимом диапазоне. Прошедший через образец свет регистрируется с помощью спектрофотометра.
Спектры флуоресценции регистрируют с помощью усилителя света (чаще всего — с помощью фотоэлектронного умножителя), работающего в широкополосном режиме (спектры возбуждения флуоресценции при узкополосной накачке) или в режиме счета фотонов.
Благодаря тому, что метод электронно-колебательной спектроскопии исследует переходы между различными электронными уровнями энергии, он позволяет регистрировать полосы, не наблюдаемые в обычных ИК или КР-спектрах вследствие того, что они запрещены правилами отбора для переходов между уровнями энергии, обусловленными колебательным движением ядер атомов в молекуле на одном и том же уровне электронном уровне (основном) — если, конечно, такие полосы не запрещены правилами отбора для электронно-колебательных спектров. Метод электронно-колебательной спектроскопии является очень чувствительным и позволяет регистрировать отчетливые спектры даже при очень малой концентрации молекул вещества в кювете. Однако, именно поэтому метод электронно-колебательной спектроскопии мало применим, например, для количественного анализа состава сополимеров. Распределение интенсивностей электронно-колебательных полос зависит от относительного расположения минимумов потенциальной энергии в основном и возбужденных электронных состояниях, что позволяет, опираясь на данные колебательной и микроволновой спектроскопии, определять равновесные конфигурации молекул в возбужденных электронных состояниях.